# Liptena fatima
Liptena fatima (Kirby, 1890) è un lepidottero appartenente alla famiglia Lycaenidae, diffuso in Africa.

## Distribuzione e habitat
È stata trovata in Ghana, Nigeria (più precisamente, nel Delta del Niger e nella parte ad est del paese), Camerun, Guinea Equatoriale (Bioko e Mbini), Gabon, la Repubblica del Congo e la Repubblica Democratica del Congo (Uele, Tshuapa, Equateur, Kinshasa, Kasai e Sankuru).
Il suo habitat principale è la foresta.